# Doyen d'Exeter

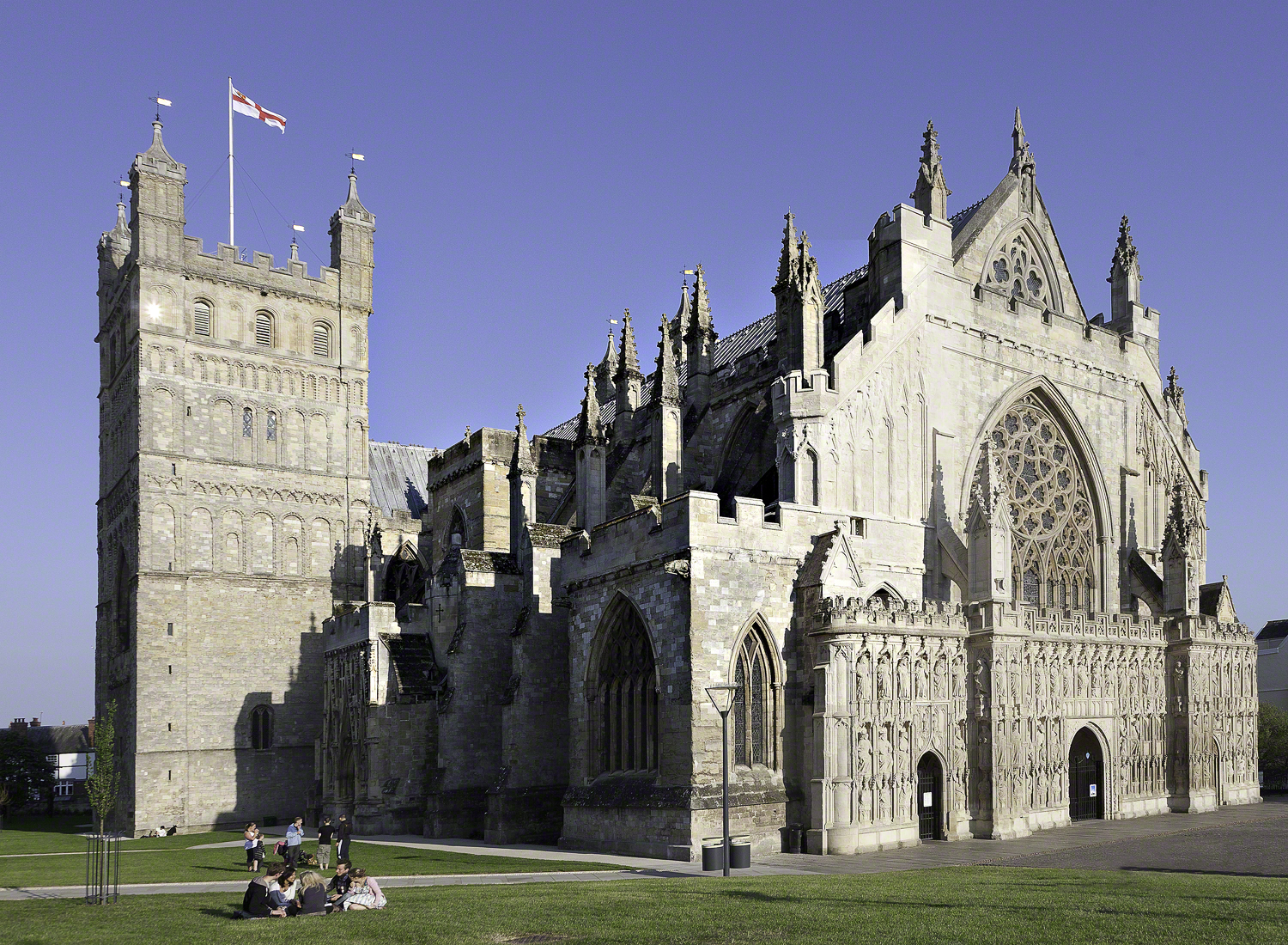
Cathédrale d'Exeter, le maintien de la structure et de la décoration est traditionnellement l'un des principaux devoirs du doyen.

Le doyen d'Exeter (Dean of Exeter en anglais) est le président primus inter pares est le président du chapitre de chanoines de la cathédrale d'Exeter (Cathedral Church of Saint Peter) à Exeter en Angleterre. Le chapitre a été établi par William Briwere, évêque d'Exeter (1224-1244) qui a créé les offices de doyen et de chancelier de la cathédrale d'Exeter, permettant dès lors au chapitre d'élire ces officiers.  

## Liste des doyens
| - 1225–1231 Serlo - 1231–1252 Roger de Wynkleigh - 1252–1268 William de Stanwey - 1268–1274 Roger de Toriz - 1274–1280 John Noble - 1280–1283 John Pycot - 1283–1302 Andrew de Kilkenny - 1302–1307 Henry de Somerset - 1307–1309 Thomas de Lechlade - 1311–1326 Bartholomew de Sancto Laurentio - 1328–1335 Richard de Coleton - 1335–1353 Richard de Braylegh - 1353–1363 Reginald de Bugwell - 1363–1378 Robert Sumpter - 1378–1385 Thomas Walkyngton - 1385–1415 Ralph Tregrision - 1415–1419 Stephen Payn - 1419–1457 John Cobethorn - 1457–1459 John Hals - 1459–1477 Henry Webber - 1477–1478 Peter Courtenay - 1478–1482 Lionel Woodville - 1482–1496 John Arundel | - 1496–1509 : Edward Willoughby - 1509 : Thomas Hobbs - 1509–1519 : John Vesey - 1519–1527 : Richard Pace - 1527–1537 : Reginald Pole - 1537–1552 : Simon Haynes - 1553 : James Haddon - 1554–1558 : Thomas Reynolds - 1560–1570 : Gregory Dodds - 1571–1583 : George Carew - 1583–1588 : Stephen Townesend - 1589–1629 : Matthew Sutcliffe - 1629–1661 : William Peterson - 1661–1662 : Seth Ward - 1662–1663 : Edward Young - 1663–1680 : George Cary (1611-1680), de Clovelly - 1680–1701 : The Hon Richard Annesley, plus tard 3e Baron Altham (Lord Altham depuis 1700) - 1703–1705 : William Wake - 1705–1717 : Lancelot Blackburne - 1717–1726 : Edward Trelawney - 1726–1740 : John Gilbert - 1741–1742 : Alured Clarke - 1742–1748 : William Holmes - 1748–1762 : Charles Lyttleton | - 1762–1784 : Jeremiah Milles - 1784–1790 : William Buller - 1790–1802 : Charles Harward - 1803–1809 Charles Talbot - 1809–1810 George Gordon - 1810–1813 John Garnett - 1813–1838 Whittington Landon - 1839–1861 Thomas Lowe - 1861–1863 Charles Ellicott - 1863–1867 Vicomte Midleton - 1867–1883 Archibald Boyd - 1883–1900 Benjamin Cowie - 1900–1918 Alfred Earle - 1918–1931 Henry Gamble - 1931–1934 Walter Matthews - 1935–1950 Spencer Carpenter - 1950–1960 Alexander Wallace - 1960–1972 Marcus Knight - 1973–1980 Clifford Chapman - 1981–1995 Richard Eyre - 1996–2004 Keith Jones - 2005–2011 Jonathan Meyrick - 2012–2017 Jonathan Draper - 26 novembre 2017 onwards (annoncé) Jonathan Greener |